# Monsieur Décembre
Monsieur Décembre (12 Men of Christmas) est un téléfilm de Noël américain réalisé par Arlene Sanford et diffusé le 5 décembre 2009 sur Lifetime.

## Synopsis
Emma Jane Baxter, une brillante publicitaire new-yorkaise, perd son travail et son futur mari le même jour... Elle trouve un travail dans le Montana. Voulant se dépayser, elle accepte l'offre et s'installe à Kalispell pour promouvoir le tourisme de la petite ville...

## Fiche technique
- Titre original : 12 Men of Christmas
- Réalisation : Arlene Sanford
- Scénario : Jon Maas, d'après le roman de Phillipa Ashley
- Photographie : Peter Benison
- Musique : David Nessim Lawrence (de)
- Durée : 95 minutes
- Pays : États-Unis

## Distribution
- Kristin Chenoweth (VF : Patricia Legrand) : E.J. Baxter[2]
- Josh Hopkins (VF : Maurice Decoster) : Will Albrecht
- Anna Chlumsky (VF : Laurence Sacquet) : Jan Lucas
- Erin Dilly (en) (VF : Laurence Dourlens) : Roz Baxter
- Stephen Huszar (en) (VF : Damien Ferrette) : Jason Farrar
- Heather Hanson : Lillah Sherwood
- Jefferson Brown (en) (VF : Nicolas Marié) : Eric
- Craig Eldridge (VF : Philippe Catoire) : Maire Bob Baker
- Chantal Perron (VF : Rafaèle Moutier) : Dr Marci Hempel
- Paul Constable (VF : Jean-François Aupied) : Dave Hempel
- Joe Norman Shaw : Eddie
- Jessie Pavelka (en) (VF : Éric Aubrahn) : Henry
- Peter Mooney : Noah
- Carrie Colak : Sonya Kendall

 Source et légende : version française (VF) sur RS Doublage et selon le carton du doublage français télévisuel.